# Harry U. Alfthan
Harry U. Alfthan, finski general, * 1884, † 1955.